# Bishops Lydeard
Bishops Lydeard är en ort och civil parish (stavad Bishop's Lydeard) i Storbritannien.   Den ligger i grevskapet Somerset och riksdelen England, i den södra delen av landet, 220 km väster om huvudstaden London. Bishops Lydeard ligger 56 meter över havet och antalet invånare är 2 019.
Terrängen runt Bishops Lydeard är platt åt sydväst, men åt nordost är den kuperad. Runt Bishops Lydeard är det ganska tätbefolkat, med 222 invånare per kvadratkilometer. Närmaste större samhälle är Taunton, 7,7 km sydost om Bishops Lydeard. Trakten runt Bishops Lydeard består i huvudsak av gräsmarker.